# Departamento Ushuaia
Ushuaia, oficialmente Departamento Ushuaia, en la Provincia de Tierra del Fuego, Antártida e Islas del Atlántico Sur, comprende el sector sur correspondiente a Argentina de la isla Grande de Tierra del Fuego, y además la isla de los Estados e islotes adyacentes. Al norte limita con el departamento Tolhuin y al oeste (terrestre) y sur (marítima) tiene fronteras con Chile. Al este tiene costas en el océano Atlántico, incluyendo al estrecho de Le Maire que separa las dos islas principales del departamento. Al sur se halla el canal Beagle y el mar de la Zona Austral. Aplicando las consideraciones de la Organización Hidrográfica Internacional, el canal Beagle forma parte del océano Pacífico, pero el Gobierno argentino lo considera un paso interoceánico no incluido en ningún océano.
Su única ciudad es Ushuaia, la más al sur de la Argentina y la única ubicada al otro lado de la cordillera de los Andes, de acuerdo a la perspectiva del resto del país. Ushuaia se levanta sobre la margen septentrional del canal Beagle, en el fondo de una amplia bahía en el sudoeste del departamento: la bahía de Ushuaia. Ninguna norma legal ha designado una localidad cabecera para este departamento, pero de hecho cumple con esa función la ciudad de Ushuaia. El canal Beagle lleva el nombre del velero que comandaba su descubridor, el capitán Robert Fitz Roy.

## Historia
El nombre Ushuaia apareció por vez primera en 1869 en documentos de la South American Missionary Society, entidad anglicana que levantó las primeras viviendas occidentales en esa bahía. Su llegada en 1869 se debió al interés que suscitaron en Inglaterra las exploraciones científicas. Esto los llevó a evangelizar a los indígenas, tarea que duró unos 40 años. Tras 15 años de radicada la misión la Armada Argentina envió una división expedicionaria que llegó allí en septiembre de 1884 al mando de Augusto Lasserre. Con materiales llevados a bordo se armaron cuatro casillas de madera y chapa para la Subprefectura, única autoridad argentina en el extenso ámbito austral. Además de muestra de afirmación de la soberanía del país sobre la región, este hecho inició las comunicaciones regulares con el continente.
El Departamento Ushuaia fue creado por decreto del 27 de junio de 1885:

Artículo 1: Divídese el territorio de la Tierra del Fuego en tres departamentos, que se denominarán: Ushuaia, Buen Suceso y San Sebastián.

Artículo 2: Asígnanse como límites á estos departamentos los siguientes:

1.° Ushuaia: por el Norte, los 58° 8 de la latitud austral; por el Noroeste, el 67° de longitud Oeste de Greenwich; por el Sur, el canal de Beagle; y por el poniente, el límite de la República Argentina con Chile.
 (...)
Decreto del 27 de junio de 1885

El decreto de división administrativa de los territorios nacionales del 19 de mayo de 1904 elevó a cuatro el número de departamentos en Tierra del Fuego, modificando los límites del de Ushuaia. Esta localidad fue establecida como cabecera departamental por el decreto:

(...)

II: Ushuaia — Capital: Ushuaia, que lo es también del territorio. Límites: Norte el paralelo 54° que lo divide del departamento de San Sebastián— Este, el meridiano 9° de Buenos Aires— Sud, el canal de la Beagle, límite con Chile — Oeste, el límite con Chile.
(...)
Decreto de división administrativa de los territorios nacionales

El 8 de abril de 1970 el gobernador, capitán Gregorio Lloret, dictó el decreto n.º 149 estableciendo una nueva división departamental en cuatro departamentos. Como el decreto dejó sin efecto a los anteriores, y no señaló cabeceras departamentales, la ciudad de Ushuaia continuó de facto como cabecera del departamento. La jurisdicción del Departamento Ushuaia fue ampliada por el decreto a las islas Picton, Nueva y Lennox y a las demás islas al este del meridiano del cabo de Hornos, que se hallaban en disputa con Chile:

El Gobernador del Territorio Nacional de la Tierra del Fuego, Antártida e Islas del Atlántico Sud:

Decreta:

Articulo 1°— A partir de la fecha del presente Decreto, déjese sin efecto la división política vigente en el Territorio Nacional de la Tierra del Fuego, Antártida e Islas del Atlántico Sur.

Articulo 2°— Divídase políticamente al territorio nacional de la Tierra del Fuego, Antártida e Islas del Atlántico Sur en cuatro (4) departamentos, con los nombres y límites siguientes:
 (...)

DEPARTAMENTO USHUAIA:

Norte: límite con el departamento Río Grande y el océano Atlántico.

Sur: canal Beagle, cabo de Hornos y el océano Atlántico.

Este: océano Atlántico.

Oeste: desde un punto situado en los 54° 33' de latitud Sur hasta el canal Beagle por el meridiano 68° 36' 38,5' ' de longitud Oeste. Inclúyense a este Departamento las islas de los Estados, Picton, Nueva, Lennox, las ubicadas sobre el Canal Beagle y aquellas que se extienden hasta el Cabo de Hornos al este del meridiano que lo cruza.
 (...)

El Laudo Arbitral de 1977 fijó la frontera entre Argentina y Chile en el canal Beagle, adjudicando las islas a uno y otro país, quedando las disputadas islas Picton, Lennox y Nueva y todas las ubicadas al sur del canal y al este del meridiano del cabo de Hornos en la jurisdicción chilena. El laudo fue rechazado por el Gobierno argentino, pero en 1984 fue firmado el Tratado de Paz y Amistad entre Argentina y Chile por mediación de la Santa Sede que sin mencionar el laudo reconoció ya delimitada la frontera en el canal Beagle y reconoció implícitamente como chilenas a las islas disputadas al sur del canal, quedando así el Departamento Ushuaia definitivamente con límite sur en el Beagle.
El 27 de octubre de 2017 por ley de la Legislatura de la provincia de Tierra del Fuego fue derogado el decreto territorial 149/70 que creó el departamento y el departamento Ushuaia modificó sus límites incorporando el área del parque nacional Tierra del Fuego al norte del lago Fagnano (que pertenecía al departamento Río Grande) y cediendo al nuevo departamento Tolhuin un sector al sur de la localidad de Tolhuin.

3. DEPARTAMENTO USHUAIA:
Norte: Límite inter-departamental con el Departamento Tolhuin.
Este: Costas sobre el Océano Atlántico.
Oeste: Límite internacional con la República de Chile que inicia en la intersección entre la línea definida por los hitos "XXI" y "XXII" y el límite norte del Parque, en la posición 54° 25' 35.669" de latitud sur y 68° 36' 26.840" de longitud oeste, prosiguiendo en sentido sur una poligonal que une los hitos "XXII", "XXIII", "XXIV": "XXV", "XXVI", hasta el límite internacional argentino-chileno sobre el Canal Beagle.
Sur: Costas sobre el océano Atlántico y límite internacional argentino-chileno sobre el Canal Beagle.
Inclúyase en este Departamento: la Isla de los Estados, el archipiélago Año Nuevo, otras islas, islotes y rocas situados en aguas interiores y en el mar territorial generado a partir de dichos territorios de conformidad con lo previsto en la Ley nacional 23.968 así como las islas, islotes y rocas ubicados al sur de la Isla Grande de Tierra del Fuego hasta el límite con la República de Chile.

## Geografía
Los montes Martial y Olivia (1318 m s. n. m.) se encuentran en las inmediaciones de la ciudad de Ushuaia. Entre las corrientes de agua de este departamento se destacan el río Lapataia, el río Pipo, el río Olivia y el río Lasifashaj.

### Localidades
- Ushuaia
- Puerto Almanza
- Laguna Escondida
- Punta Parana
- Puerto Parry
- Puerto Cook (actualmente deshabitado)

### Sismicidad
La región responde a la falla Fagnano-Magallanes, un sistema regional de falla sismogénico, de orientación este-oeste que coincide con el límite transformante entre las placas Sudamericana (al norte) y Scotia (al sur), con sismicidad media; y su última expresión se produjo el 17 de diciembre de 1949 (75 años), a las 22.30 UTC-3, con una magnitud aproximadamente de 7,8 en la escala de Richter
La zona tiene media sismicidad con 7,8 Richter, con silencio sísmico de 75 años, otro de menor cimbronazo hace 15 años por el terremoto de Ushuaia de 2010 con 6,3 Richter

### Clima
Meses más cálidos de octubre a mayo, sin nieve. Diciembre a febrero, temperaturas más altas, 18 horas de luz por día. Meses más frescos y fríos: fin de mayo a octubre. junio a agosto, temporada de esquí, pocas horas de luz, nieve permanente. Cuadro de temperaturas promedio (grados Celsius):
- Diciembre a febrero: 8° a 18° (diurno), 6° a 10° (nocturno);
- Marzo a abril: 5° a 10° (diurno), 0° a 6 °C (nocturno);
- Julio a agosto: 0° a 3° (diurno), 0° a -5°/10 °C (nocturno);
- Octubre a noviembre: 4° a 11° (diurno), 2° a 7 °C (nocturno).

### Vías de Accesos
- Aeropuerto Internacional Malvinas Argentinas, vuelos a Buenos Aires con escala en otras ciudades patagónicas.
- Ruta Nacional 3 (el acceso desde el continente se hace vía ferry en la República de Chile)
- Posee un puerto de aguas profundas, que sirve de punto de partida para los cruceros a la Antártida.

## Excursiones
- Glaciar Martial: es área natural protegida de Argentina. (7 km) Después de recorrer un serpenteante camino que asciende la Cadena Martial se llega a la base de la pista de esquí andino, cuyo medio de elevación es una aerosilla. Desde allí es posible ver una vista panorámica del Canal Beagle, la ciudad, el glaciar e incluso la isla Navarino (Chile). Es muy interesante la caminata desde la terminal de la aerosilla por el sendero que lleva al glaciar. Son muy evidentes las morenas de la Pequeña Edad de Hielo que indican el avance alcanzado por el glaciar hace una centuria. Otro sendero interesante permite recorrer otras morenas, más antiguas.

- Museo Marítimo de Ushuaia: el Museo Marítimo está en el edificio del Ex Presidio de Ushuaia (o Cárcel de Reincidentes de Tierra del Fuego) donde se recluía a los criminales más peligrosos, por su reincidencia, cobrando una triste fama. El edificio fue declarado Monumento Histórico Nacional por ley del Congreso de la Nación en abril de 1997 y está siendo recuperado para su visita por la Armada Argentina y el Museo Marítimo de Ushuaia.

Un museo vivo donde se puede encontrar desde colecciones de modelos navales, el Museo Antártico "José María Sobral" con la historia del descubrimiento antártico, y distintos aspectos como fauna austral, el Museo de Arte Marino Ushuaia, el Museo del Presidio y una Galería de Arte. Archivado el 4 de julio de 2008 en Wayback Machine.
Todo esto dentro de un edificio muy significativo que es el Ex-Presidio de Ushuaia o Cárcel de reincidentes de Tierra del Fuego.
- Tren del Fin del Mundo: el Ferrocarril Austral Fueguino, que recuerda los antiguos trenes a vapor, recorriendo el mismo sendero que los presidiarios utilizaban hace 80 años para abastecer de leña a la comunidad. Partiendo desde la Plaza Cívica (Ushuaia), donde se encuentra el Muelle Turístico, se viaja en ómnibus por la RN 3 que conduce a la Estación del Fin del Mundo, a 8 km al oeste de la ciudad, desde allí se inicia el recorrido hasta la “Estación Parque nacional Tierra del Fuego”. Se viaja a lo largo del río Pipo, hasta cruzarlo por el Puente Quemado. La primera parada es “La Macarena”, desde donde pueden obtenerse vistas del valle y una cascada. Al entrar en el parque nacional, una segunda parada muestra los restos de un viejo aserradero. La línea abandona luego el río y rodea un gran “Turbal”, característico de Tierra del Fuego. Atravesando densos bosques de cohiues y lengas, ríos y valles, se llega por último a la Estación Terminal del parque nacional.

- Parque nacional Tierra del Fuego: este parque nacional fue creado en 1960, abarcando una superficie de 63.000 hectáreas de bosque andinopatagónico. Ubicado a 12 km al oeste de Ushuaia, es el único parque nacional argentino que posee costas marinas (Canal Beagle). Sus bosques de lengas, ñires y guindos, sus ríos, lagos y turbales enmarcan vistas del canal.

- Lago Escondido: (pavimento 36 km, ripio 24 km). Atravesando los Andes Fueguinos a 60 km al norte de Ushuaia (por ruta nacional N.º 3) se halla el lago enclavado en la cordillera y al pie del Paso Garibaldi.

- Lago Fagnano: (pavimento 36 km, ripio 64 km). A 100 km al norte de Ushuaia (por ruta nacional N.º 3) superando la zona de los aserraderos, se ubica este espejo de agua que sirve de límite norte al Departamento de Ushuaia. En su cabecera oriental se encuentra la Hostería Kaikén y a escasos kilómetros, ya adentrándose en el Departamento de Río Grande, se llega a un complejo de cabañas, en los aledaños de la comuna de Tolhuin. Precisamente, es la tercera localidad de Tierra del Fuego, cuyo nombre en lengua shelk´nam significa "Corazón" y es considerada la Capital del llamado "Corazón de la Isla".

## Demografía del departamento Ushuaia
- Población en 1991: 29.411 habitantes (INDEC).
- Población en 2001: 45.785 habitantes (INDEC), de los cuales el 49,3% son mujeres y el 50,7% son hombres.
- Población en 2010: 56.956 habitantes (INDEC)
- Población en 2022: 80.371 habitantes (INDEC) Según el censo 2022 Ushuaia concentró la mayoría de la población de los 80.371 habitantes. En tanto, los 833 habitantes restantes se distribuyen como población dispersa o en localidades rurales.[8] El departamento registró un fuerte aumento poblacional en torno al 41.1 %.[9] En tanto, se supo que el departamento tiene una densidad de 10.5 habitantes.

| Evolución de la población desde 1991 al año 2022.                                             |
|                                                                                               |
| Fuente INDEC - Elaboración gráfica por Wikipedia - Tolhuin, Tierra del Fuego AIAS, Argentina. |